# Сафин, Рафаэль Ахметсафович
Рафаэль Ахметсафович Сафин (16 февраля 1932 года — 2002 года) — советский, башкирский поэт и драматург. Заслуженный деятель искусств Башкирской АССР (1982).

## Биография
Рафаэль Ахметсафович Сафин родился 16 февраля 1932 года в д. Еланлино Кигинского района БАССР). В 1947 году поступил  в Уфимское музыкальное училище.
В 1957 году окончил Литературный институт им.М.Горького в Москве.
По окончании института работал заведующим отделом литературы и искусства редакции республиканской газеты «Совет Башкортостаны», в 1962—1973 годах — заведующим отделом поэзии и искусства в журнале «Агидель», в 1974—1983 годы — заместитель председателя Союза писателей Башкирской АССР. С 1992 года работал заместителем директора по репертуару Башкирского академического театра драмы имени Маҗита Гафури.
Писать стихи начал в 50-х годах XX века. Печатался в местных газетах. В 1956 году вышел в свет его первый сборник «Веление жизни». Его стихи положены на музыку башкирскими композиторами Хусаином Ахметовым, Шамилем Кульбарисовым, Талгатом Шариповым.
Р.Сафин также занимался переводами на башкирский язык стихотворений Кайсына Кулиева, Расула Гамзатова. Написал пьесы «Янбика», «Шут гороховый», «Дикие гуси», «Свояченица моя ненаглядная», шедшие на сцене Башкирского академического театра драмы.

## Произведения
Рафаэль Ахметсафович Сафин опубликовал на башкирском и русском языках более полутора десятков книг.
Сборники стихов и поэм «Я не знаю спокойной любви» («Мин белмэйем тыныс hэйэузе», 1960), «Весна на Юрюзани» (1961), «Доверие» («Ышаныс», 1964), «Летят журавли» (1969), «Акбузат» (1970), «Светлая мелодия» (1977), «В ожидании весен» («Яззар кэтэм», 1981) и др.
Пьесы «Янбика» («Йэнбикэ», 1973), «Шут гороховый» («Тилекэй», 1975), «Дикие гуси» («Кыр kаззары», 1990), «Свояченица моя ненаглядная» («Гэзизэкэй балдыз», 1993).

## Память
29 февраля 2012 года в Уфе на фасаде дома № 25/1 по улице Гафури, в котором жил драматург, была установлена мемориальная доска.